# Fort de Montmorency
Le fort de Montmorency est un ouvrage fortifié construit à Montmorency dans le département du Val-d'Oise.

## Histoire
Il a abrité la base aérienne 285 Montmorency (une station de transmissions de l'Armée de l'air) de 1947 à 1968. Après sa dissolution en juin 1968, le fort est rattaché à la base aérienne 104 du Bourget puis à la base aérienne 921 de Taverny en 1981.
Depuis 1992, il abrite le Centre d'initiation aux techniques commandos, dépendant de la base aérienne 921.

## Sources
- « Fort de Montmorency », sur le site du Ministère de la Défense
- Fort de Montmorency sur fortiff.be